# Центральнокримське підняття
Центральнокримське підняття — структура на півдні рівнинної частини Криму. Охоплює також
Каламітську затоку. Утворена підвищеною різновіковою складчастою основою Скіфської плити й осадовим чохлом, розбитими розривними порушеннями. Складається з трьох
піднять нижнього порядку: Сімферопольського, Новоселівського та Каламітського. Складена породами палеогенового
та неогенового віку.
Корисні копалини: природний газ, мінеральні води, будівельні матеріали.